# Maggie Lawson

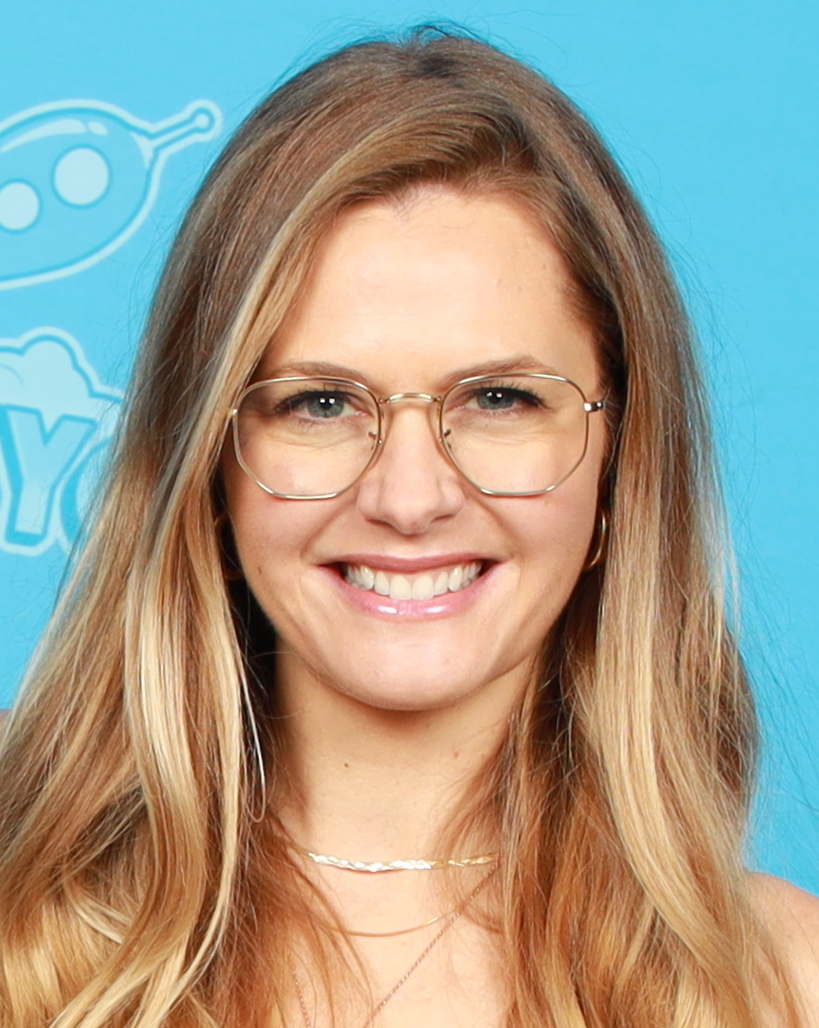
Maggie Lawson, 2024

Margaret Cassidy „Maggie“ Lawson (* 12. August 1980 in Louisville, Kentucky) ist eine US-amerikanische Schauspielerin.

## Leben und Karriere
Margaret Cassidy „Maggie“ Lawson trat schon als Kind in Vorstellungen eines Amateurtheaters auf und arbeitete als Kinder-Nachrichtensprecherin bei einer lokalen Fernsehstation. Als Teenager zog sie nach Los Angeles, wo sie in verschiedenen Fernsehserien, zumeist Sitcoms, auftrat. Die Highschool schloss sie im Fernunterricht ab.
In der Fernsehkomödie Hilfe, ich bin ein Supermodel! (2000) übernahm Lawson die Hauptrolle; eine der Nebenrollen spielte Justin Timberlake. Im Mystery-Fernsehfilm Nancy Drew – Auf der Suche nach der Wahrheit (2002) spielte sie die Hauptrolle der Studentin Nancy Drew. In der Sitcom Absolut relativ spielte sie 2003 und 2004 die Hauptrolle von Liz Stoddard-Banks, einer verlobten Studentin. 2004 folgte eine Hauptrolle im Fernsehfilm Love Rules!, in dem sie und Joey Lawrence ein die Hochzeit vorbereitendes Paar verkörpern.
Von 2006 bis 2014 spielte sie die Rolle der Juliet O’Hara in der Krimiserie Psych, die sie 2017 in Psych: The Movie erneut aufnahm. Mit dem Hauptdarsteller James Roday war sie während der Dreharbeiten zur Serie in einer Beziehung. Im Herbst 2013 war sie in der kurzlebigen ABC-Comedyserie Back in the Game als Terry Gannon, einer alleinerziehenden Mutter und früheren Softballspielerin zu sehen. Hier lernte sie Ben Koldyke kennen, den sie im August 2015 heiratete. 2017 ließ sich das Paar scheiden.
Lawson hatte seit 2014 Gastrollen in mehreren Sitcoms wie Two and a Half Men, The Great Indoors und The Ranch. 2017 spielte sie zudem die Hauptrollen in zwei Hallmark Channel Filmen, My Favorite Wedding und Christmas Encore. Neben der Schauspielerei engagiert sich Lawson für Tierschutz und gründete zusammen mit Jude McVay 2014 die gemeinnützige Tierrettungsorganisation The Tiger Frances Foundation.

## Filmografie (Auswahl)

### Filme
- 1998: Der Mörder wartet schon (I’ve Been Waiting for You, Fernsehfilm)
- 1998: Pleasantville – Zu schön, um wahr zu sein (Pleasantville)
- 1999: Nice Guys Sleep Alone
- 2000: Hilfe, ich bin ein Supermodel! (Model Behavior, Fernsehfilm)
- 2002: Die Highschool Trickser (Cheats)
- 2002: Heart of a Stranger (Fernsehfilm)
- 2002: Nancy Drew – Auf der Suche nach der Wahrheit (Nancy Drew, Fernsehfilm)
- 2003: Snow Job – Auf der Piste ist die Hölle los (Winter Break)
- 2004: Love Rules – Verliebt, verlobt, verstritten (Love Rules!, Fernsehfilm)
- 2004: Mein neues Leben (Revenge of the Middle-Aged Woman, Fernsehfilm)
- 2007: Cleaner
- 2009: Gamer
- 2009: Wild Chicks
- 2017: My Favorite Wedding (Fernsehfilm)
- 2017: Christmas Encore (Fernsehfilm)
- 2017: Psych: The Movie (Fernsehfilm)
- 2018: Spivak
- 2019: The Story of Us (Fernsehfilm)
- 2019: Christmas in Evergreen – Tidings of Joy (Fernsehfilm)
- 2020: Psych 2: Lassie Come Home (Fernsehfilm)
- 2021: Psych 3: This Is Gus (Fernsehfilm)
- 2021: A Lot Like Christmas (Fernsehfilm)
- 2024: Sugarplummed (Fernsehfilm)

### Fernsehserien
- 1996–1997: Auf schlimmer und ewig (Unhappily Ever After, 4 Folgen)
- 1997: Eine starke Familie (Step by Step, Folge 6x12)
- 1997: Cybill (Folge 4x05)
- 1997: Meego – Ein Alien als Kindermädchen (Meego, Folge 1x05)
- 1997: Das Leben und Ich (Boy Meets World, Folge 5x07)
- 1998: Hör mal, wer da hämmert (Home Improvement, Folge 7x13)
- 1999: Felicity (Folge 1x14)
- 1999: Emergency Room – Die Notaufnahme (ER, Folge 5x21)
- 1999: Party of Five (7 Folgen)
- 2002: Smallville (Folge 2x06)
- 2003–2004: Absolut relativ (It’s All Relative, 20 Folgen)
- 2005: Tru Calling – Schicksal reloaded! (Tru Calling, Folge 2x04)
- 2006: Crumbs (13 Folgen)
- 2006–2014: Psych (116 Folgen)
- 2007: Rules of Engagement (Folge 1x07)
- 2008: Fear Itself (Folge 1x04)
- 2012: Justified (Folge 3x05)
- 2013–2014: Back in the Game (13 Folgen)
- 2014–2015: Two and a Half Men (10 Folgen)
- 2016: Angel from Hell (13 Folgen)
- 2017: The Great Indoors (4 Folgen)
- 2017: The Ranch (6 Folgen)
- 2018–2019: Lethal Weapon (9 Folgen)
- 2018–2019: Santa Clarita Diet (4 Folgen)
- 2020: Outmatched (10 Folgen)